# Anthaxia beesoni
Anthaxia beesoni es una especie de escarabajo del género Anthaxia, familia Buprestidae. Fue descrita científicamente por Obenberger en 1928.